# Ribaddi

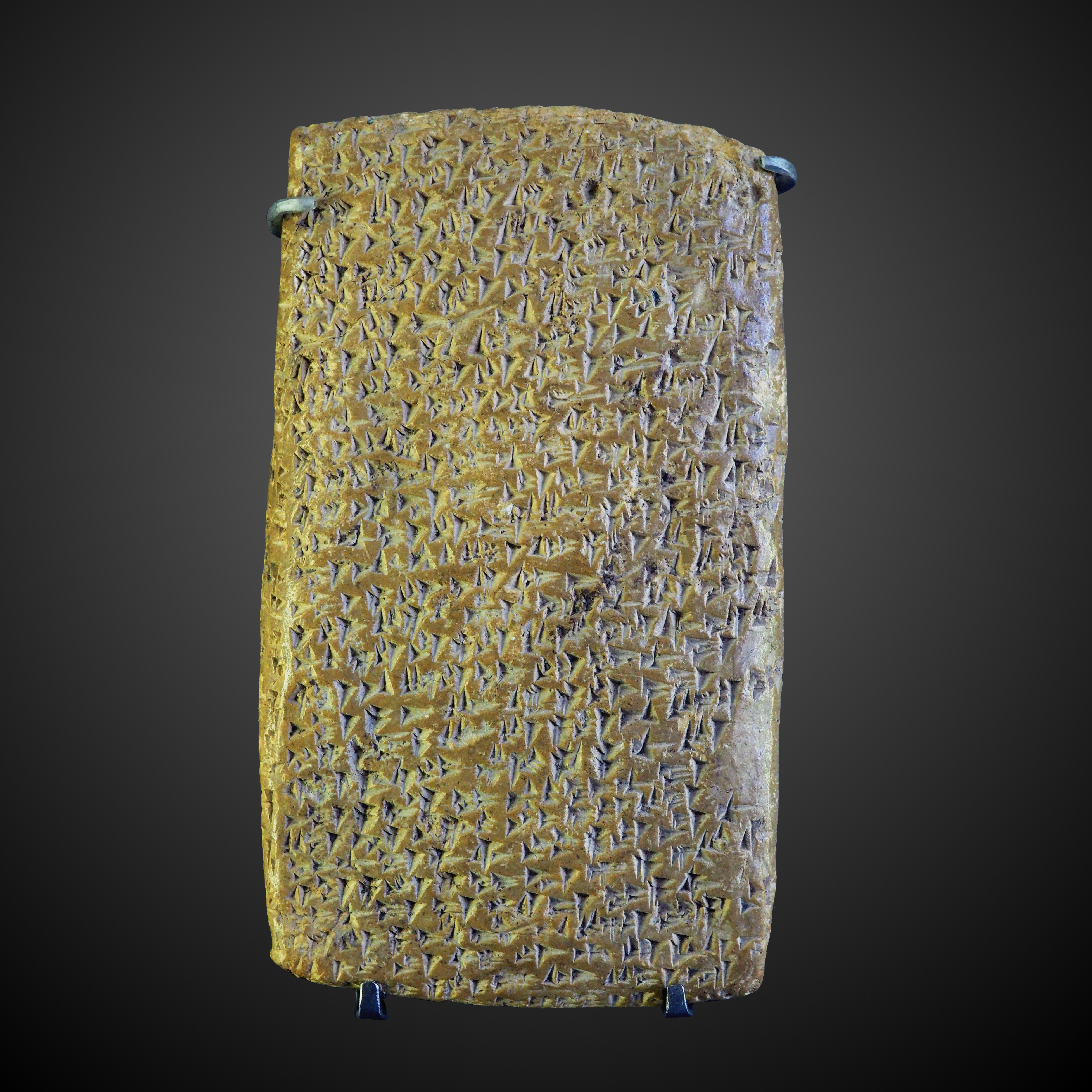
EA 362 jeden z listów Ribaddiego. Muzeum w Luwrze

Ribaddi (w innych wersjach Rib-Hadda i Ribadda) – władca miasta Gebal (przedgrecka nazwa Byblos) z czasów panowania faraonów XVIII dynastii Amenhotepa III i Echnatona (ok.1390-1335 p.n.e.) Znany z tabliczek glinianych zwanych listami z Amarna,  bogatej korespondencji dyplomatycznej spisanej pismem klinowym głównie w języku akkadyjskim, odnalezionej w XIX wieku w ruinach tymczasowej stolicy Echnatona w Amarna.

## Rys historyczny
W początkach istnienia Nowego Państwa za faraonów Totmesa I i Totmesa III (ok. 1504-1425) wschodnie wybrzeże Morza Śródziemnego od Półwyspu Synaj do rzeki Orontes (Retenu) dostało się pod panowanie egipskie. Przez kolejne dwa stulecia nie przestawało być osią sporu o strefy wpływów początkowo pomiędzy Egiptem i huryckim Mitanni, później Egiptem i państwem nowohetyckim. 
Władzę na tym terenie sprawowały rodzime dynastie lojalne wobec Egiptu i płacące określony trybut. Pomimo faktu, że sprawował nad nimi kontrolę urzędnik zwany rabisu (po jednym w trzech prowincjach na jakie podzielony był ten teren) posiadały one sporą autonomię, posuniętą nawet do wzajemnej rywalizacji. 

## Syryjska polityka Hetytów a Ribaddi
Seria tabliczek będących zapisem zatargów władcy Gebal z niejakim Abdi-Aszirtą władcą Amurru i później jego synami daje doskonały obraz umacniania się wpływów hetyckich w Syrii kosztem Mitanni, a później także Egiptu. Są to zapowiedzi wielkiego konfliktu jaki rozgorzeje kilkadziesiąt lat później pomiędzy Setim I i Ramzesem Wielkim, a Muwatallisem II zakończonego bitwą pod Kadesz.
Listy Ribaddiego do faraonów mają charakter informacyjny, aplikacyjny lub oskarżycielski i stanowią niebagatelną część wszystkich odnalezionych w Amarna tabliczek (60 z ok. 380). Są również ważnym świadectwem sytuacji wewnętrznej egipskiej Syropalestyny oraz zaskakującej samodzielności niektórych władców, zręcznie lawirujących pomiędzy rywalizującymi potęgami.

### EA 75, 89 i 126
W serii sprawozdań Ribaddi informuje o zajęciu przez Hetytów wszystkich ziem w Amurru (północna Syria) należących dotąd do Mitanni i zdradzie egipskiego wasala Abdi-Aszirty, który podbił wszystkie miasta w części tego kraju należącej do Egiptu w porozumieniu z najeźdźcą. W EA 126 oskarża synów Abdi-Aszirty o przejęcie złota należącego do faraona i rychłym ataku na zarządzany przez niego Gebal. W EA 89 przekazana zostaje informacja o przewrocie i zabójstwie regenta miasta Tyr wraz z rodziną Ribaddiego (siostra i jej dzieci), która została tam odesłana ze względu na zagrożenie ze strony książąt amoryckich.

### EA 60 i 101
Pomimo oskarżeń Ribaddiego Abdi-Aszirta w wiernopoddańczym liście EA 60 zapewnia faraona, że cała akcja miała umocnić panowanie Egipcjan w Amurru. W EA 101 niewiadomego autorstwa pojawia się niezwykle zaskakująca informacja o śmierci Abdiaszirty.
Korzystna dla Ribaddiego sytuacja nie trwała jednak długo. Rządy nad syryjskim dominium jego dotychczasowego wroga przejął syn Aziru, który kontynuował politykę ojca. W samym Gebal dokonał się zamach stanu i dotychczasowy władca został usunięty przez swojego brata Ilirabiego o czym dowiadujemy się z  listu faraona do Aziru (EA 162). Po tych wydarzeniach Ribaddi znalazł się na wygnaniu w Sydonie i z dużym prawdopodobieństwem został zamordowany.
Wydaje się, że korespondencja władcy Gebal nie robiła zbytniego wrażenia na dworze faraona. W EA 117 znajduje się cytat z listu królewskiego wyraźnie wskazujący na zniecierpliwienie (Dlaczego do mnie napisałeś?). Terytorium Syropalestyny było traktowane w sposób czysto imperialny i chodziło o zwykłą eksploatację tych obszarów. Możliwe również, że nad Nilem dysponowano lepszymi sprawozdaniami egipskich namiestników, które nie zachowały się do naszych czasów. Najpewniej jednak Echnaton zajęty reformą religijną po prostu nie interesował się konfliktami pomiędzy swoimi wasalami, dopóki nie zostały zagrożone interesy Egiptu.